# Передня спинномозкова артерія
Пере́дня спинномозкова́ арте́рія (лат. Arteria spinalis anterior) — важлива артерія спинного мозку. Вона кровопостачає передню його частину. Передня спинномозкова артерія - гілка хребетної артерії. Вона прямує вздовж передніх відділів спинного мозку. Існують також і інші допоміжні артерії, які допомагають кровопостачати передні відділи спинного мозку, найбільш значима з яких — артерія Адамкевича.

## Шлях
Передня спинномозкова артерія виникає двобічно з хребетних артерій. Спускаючись спереду довгастого мозку, вона зливається в один стовбур на рівні великого отвору . Цей спільний стовбур далі опускається спереду довгастого мозку, тягнучись до найнижчої його частини. Він продовжується як тоненька гілочка кінцевої (термінальної) нитки (лат. filum terminale), утвореної павутинною мозковою оболоною.
На своєму шляху передня спинномозкова артерія приймає кілька невеликих гілок (передніх сегментарних медулярних артерій), які через міжхребцеві отвори потрапляють у хребетний канал. Ці гілки походять від хребетної артерії, висхідної шийної артерії, гілки нижньої щитоподібної артерії на шиї, міжреберних артерій у грудній клітці, а також від поперекових артеріїй, бічних крижових артерій живота та тазу .
Передня спинномозкова артерія розташовується в м'якій мозковій оболоні вздовж передньої серединної щілини. Вона кровопостачає цю оболону та речовину спинного мозку, а також посилає гілки в нижній її частині до «кінського хвоста» .

## Розлади
Порушення роботи передньої спинномозкової артерії призводить до двостороннього порушення роботи кортикоспінального тракту, що спричиняє руховий дефіцит, та двостороннє порушення роботи спіноталамічного шляху, спричиняючи дефіцит чутливості у вигляді болю / втрати чуття температури. Це характерне порушення називається синдромом передньої спинномозкової артерії . Такі патологічні зміни трапляються, коли порушення роботи передньої спинномозкової артерії знаходиться на рівні спинного мозку.

## Додаткові зображення

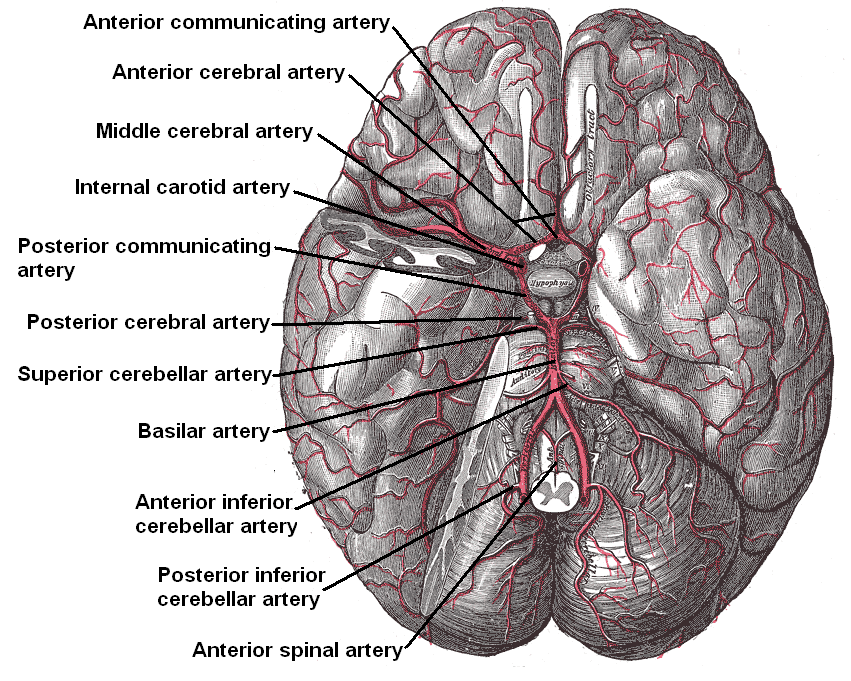
Артерії основи мозку.
Артерії мозку, стовбуру мозку та верхнього відділу спинного мозку .

- Артеріальна анатомія хребта на Neuroangio.org
- Йошіока К, Ніінума Н, Охіра А, Насу К, Кавакамі Т, Сасакі М, Кавазое К. МР-ангіографія та КТ-ангіографія артерії Адамкевича: неінвазивна передопераційна оцінка торакоабдомінальної аневризми аорти. Рентгенографія. 2003 вересень-жовтень; 23 (5): 1215-25.PMID 12975511 Повний текст
- Креслення передньої спинномозкової артерії
- Горизонтальний вигляд кровопостачання спинного мозку